# Ceratophysella cylindrica
Ceratophysella cylindrica is een springstaartensoort uit de familie van de Hypogastruridae. De wetenschappelijke naam van de soort is voor het eerst geldig gepubliceerd in 1959 door Cassagnau & Delamare.